# Martín Campaña
Martín Campaña est un footballeur international uruguayen né le 29 mai 1989 à Maldonado. Il évolue au poste de gardien de but à Al-Riyadh FC.

## Biographie

### En club
Martín Campaña évolue en Uruguay et en Argentine.
Il est demi-finaliste de la Copa Libertadores en 2014 avec le Defensor SC, en étant battu par le Club Nacional. Il remporte ensuite la Copa Sudamericana en 2017 avec le CA Independiente, en battant le club brésilien de Flamengo en finale. 

### En équipe nationale
Il participa à sa première compétition internationale lors des Jeux Olympiques 2012 à Londres. Il joue son premier match en équipe d'Uruguay le 27 mai 2016, en amical contre Trinité-et-Tobago. La même année il participa à la Copa America 2016, la Celeste sortant durant les phases de poules.
En juin 2018, il est sélectionné par Óscar Tabárez pour participer à la Coupe du Monde 2018, mais il n'y joue aucun match. À la suite de la blessure de Fernando Muslera, Campaña occupe les cages uruguayennes lors d'un match amical face au Brésil le 16 novembre 2018, alors qu'il n'avait plus joué avec la Celeste depuis plus de deux ans. 
Durant la Copa America 2019, Campaña est une nouvelle fois convoqué mais ne peut empêcher l'élimination uruguayenne en quarts-de-finale par le Pérou aux tirs-au-but. Il est rappelé pour disputer la Copa America 2021 mais l'Uruguay sortira une nouvelle fois en quarts-de-finale par la Colombie aux tirs-au-but. Le même scénario que deux années auparavant.

## Palmarès
- Vainqueur de la Copa Sudamericana en 2017 avec le CA Independiente
- Finaliste de la Recopa Sudamericana en 2018 avec le CA Independiente